# Saison 27 des Simpson
Chronologie
Saison 26 Saison 28
La vingt-septième saison de la série télévisée d'animation Les Simpson est diffusée aux États-Unis entre le 27 septembre 2015 et le 22 mai 2016 sur le réseau Fox. En France, elle est diffusée depuis le 6 octobre 2018 sur W9 qui, avec cette saison, assure pour la première fois la diffusion exclusive internationale de la version française. En Belgique, le groupe RTL, groupe qui diffuse la série, semble avoir cessé la diffusion de la série depuis juillet 2016 après la saison 26. Cependant, la diffusion de la saison 27 sera assurée par la RTBF à partir du 4 décembre 2020 sur la chaîne Tipik. En Suisse, elle était diffusée sur RTS 2.

## Épisodes
| № | #  | Titre | Réalisation       | Scénario         | Première diffusion               | Code de prod. | Audience (en millions) |
| --- | -- | --- | ----------------- | ---------------- | -------------------------------- | ------------- | ---------------------- |
| 575 | 1  | Le Rêve de tout homme (Le Rêve de tout homme jaune) Every Man's Dream                                                            | Matthew Nastuk    | J. Stewart Burns | 27 septembre 2015 6 octobre 2018 | TABF14        | 3,28                   |
| Homer souffre de narcolepsie mais néglige son traitement. Il se sépare de Marge et a une aventure avec une pharmacienne... |    | |                   |                  |                                  |               |                        |
| 576 | 2  | Enquête fumeuse (Bart-becue détective) Cue Detective                                                                             | Timothy Bailey    | Joel H. Cohen    | 4 octobre 2015 6 octobre 2018    | TABF17        | 6,02                   |
| Marge décide de changer de machine à laver et vide sa cagnotte, mais avec cet argent Homer achète un nouveau barbecue avec lequel il espère gagner un concours culinaire. L'ustensile est alors volé, et Bart et Lisa partent à sa recherche... |    | |                   |                  |                                  |               |                        |
| 577 | 3  | Manque de taffe (Les Fumistes) Puffless                                                                                          | Rob Oliver        | J. Stewart Burns | 11 octobre 2015 6 octobre 2018   | TABF19        | 3,31                   |
| Patty et Selma décident d'arrêter de fumer quand elles se rendent compte que leur père (le mari de Jacqueline Bouvier) est mort d'un cancer aux poumons... |    | |                   |                  |                                  |               |                        |
| 578 | 4  | Halloween d'horreur (Terreur sur la personne) Halloween of Horror                                                                | Mike B. Anderson  | Carolyn Omine    | 18 octobre 2015 27 octobre 2018  | TABF22        | 3,69                   |
| Alors que Marge et Bart partent faire la tournée d'Halloween, des employés menacent Homer et Lisa... |    | |                   |                  |                                  |               |                        |
| 579 | 5  | Simpson Horror Show XXVI (Spécial d'Halloween XXVI) Treehouse of Horror XXVI                                                     | Steven Dean Moore | Joel H. Cohen    | 25 octobre 2015 27 octobre 2018  | TABF18        | 6,75                   |
| - Recherché mort, puis vivant : Par vengeance, Tahiti Bob tue Bart mais sa vie n'ayant plus de sens, va tout faire pour réanimer le jeune enfant. - Homerzilla : Un vieil homme vivant au Japon, interprété par Abraham Simpson, dépose chaque jour un donut dans l'océan pour protéger sa ville. - Les télépathes : Accidentellement, Milhouse tombe dans un trou très profond. Bart et Lisa veulent l'aider mais se retrouvent avec lui dans une mare radioactive qui va leur transmettre des superpouvoirs… |    | |                   |                  |                                  |               |                        |
| 580 | 6  | Une amie précieuse (Ami bénéficitaire) Friend with Benefit                                                                       | Matthew Faughnan  | Rob LaZebnik     | 8 novembre 2015 20 octobre 2018  | TABF21        | 3,48                   |
| Lisa se fait une nouvelle amie millionnaire très envahissante dont le père et Homer s'entendent bien... |    | |                   |                  |                                  |               |                        |
| 581 | 7  | Lisa avec un s (Lisa avec un « S ») Lisa with an 'S'                                                                             | Bob Anderson      | Stephanie Gillis | 22 novembre 2015 20 octobre 2018 | TABF20        | 5,64                   |
| Lisa devient bien malgré elle une sorte de star du poker... |    | |                   |                  |                                  |               |                        |
| 582 | 8  | Les Chemins de la gloire (Quinze minutes de gloire) Paths of Glory                                                               | Steven Dean Moore | Michael Ferris   | 6 décembre 2015 20 octobre 2018  | VABF01        | 5,53                   |
| Lisa et Bart trouvent un journal ayant appartenu à un sociopathe. Bart prétend que le journal est le sien et est envoyé en asile psychiatrique... |    | |                   |                  |                                  |               |                        |
| 583 | 9  | Enfantin (Jeunesse d'aujourd'hui) Barthood                                                                                       | Rob Oliver        | Dan Greaney      | 13 décembre 2015 3 novembre 2018 | VABF02        | 5,97                   |
| Une sorte de grand étendu sur la vie de Bart de ses six ans à ses dix-huit ans... |    | |                   |                  |                                  |               |                        |
| 584 | 10 | Code fille (Les Codes des femmes) The Girl Code                                                                                  | Chris Clements    | Rob LaZebnik     | 3 janvier 2016 3 novembre 2018   | VABF03        | 4,41                   |
| Lisa crée une intelligente artificielle en inventant sa propre application. |    | |                   |                  |                                  |               |                        |
| 585 | 11 | Ados mutants à cause du lait (Lait à faire peur) Teenage Mutant Milk-Caused Hurdles                                              | Timothy Bailey    | Joel H. Cohen    | 10 janvier 2016 3 novembre 2018  | VABF04        | 8,33                   |
| Bart se fait pousser la moustache et tombe amoureux de son institutrice. |    | |                   |                  |                                  |               |                        |
| 586 | 12 | Beaucoup d'Apu pour un seul bien (Apu de souffle) Much Apu About Something                                                       | Bob Anderson      | Michael Price    | 17 janvier 2016 24 novembre 2018 | VABF05        | 3,95                   |
| Un accident causé par Bart lui vaut de promettre à Homer de ne plus faire de farces. Cependant, il change d'avis quand le neveu d'Apu prend le contrôle du Kwik-E-Mart... |    | |                   |                  |                                  |               |                        |
| 587 | 13 | L'amour est dans le N2-O2-Ar-CO2-Ne-He-CH4 (Y'a de l'amour dans le N2-O2-Ar-CO2-Ne-He-CH4) Love Is in the N2-O2-Ar-CO2-Ne-He-CH4 | Mark Kirkland     | John Frink       | 14 février 2016 24 novembre 2018 | VABF07        | 2,89                   |
| Le professeur Frink invente une machine capable de le transformer en Don Juan. Marge et les enfants aident Abraham à se désintoxiquer d'une drogue... |    | |                   |                  |                                  |               |                        |
| 588 | 14 | Chagrin constant (Une guitare dans le garde-robe) Gal of Constant Sorrow                                                         | Matthew Nastuk    | Carolyn Omine    | 21 février 2016 24 novembre 2018 | VABF06        | 3,1                    |
| Bart protège une sans-abri dont le talent pour la chanson est extraordinaire. Homer veut montrer qu'il sait bricoler, mais à cause de lui, le chat finit encastré dans le mur... |    | |                   |                  |                                  |               |                        |
| 589 | 15 | Lisa vétérinaire (Lisa, apprentie vétérinaire) Lisa the Veterinarian                                                             | Steven Dean Moore | Dan Vebber       | 6 mars 2016 1er décembre 2018    | VABF08        | 3,09                   |
| Lisa devient vétérinaire après avoir sauvé un raton-laveur. De son côté, Marge obtient un travail de nettoyeuse de scènes de crime... |    | |                   |                  |                                  |               |                        |
| 590 | 16 | Les Chroniques Marge-iennes (Les Chroniques Margi-ennes) The Marge-ian Chronicles                                                | Chris Clements    | Brian Kelley     | 13 mars 2016 1er décembre 2018   | VABF09        | 3,07                   |
| Lisa et Marge participent à un programme de simulation spatiale sur Mars... |    | |                   |                  |                                  |               |                        |
| 591 | 17 | La Cage au fol (La Cage aux Burnes) The Burns Cage                                                                               | Rob Oliver        | Rob LaZebnik     | 3 avril 2016 1er décembre 2018   | VABF10        | 2,32                   |
| Quand Smithers avoue à Burns qu'il l'aime, ce dernier l'éconduit, poussant Homer à lui trouver un nouveau fiancé. Lisa et Milhouse participent à une pièce de théâtre... |    | |                   |                  |                                  |               |                        |
| 592 | 18 | Lisa retrouve Marge (Vivre dans la Marge) How Lisa Got Her Marge Back                                                            | Bob Anderson      | Jeff Martin      | 10 avril 2016 8 décembre 2018    | VABF11        | 2,55                   |
| Marge et Lisa passent un week-end pour filles à Capitol City. Pendant ce temps, Bart s'allie à Maggie pour faire des farces... |    | |                   |                  |                                  |               |                        |
| 593 | 19 | Fland canyon (T'es-tu comme une mule ?) Fland Canyon                                                                             | Matthew Nastuk    | J. Stewart Burns | 24 avril 2016 8 décembre 2018    | VABF12        | 2,77                   |
| Homer se souvient d'un voyage que lui , sa famille et les Flanders avaient entrepris au Grand Canyon... |    | |                   |                  |                                  |               |                        |
| 594 | 20 | Souvenirs de Paris (L'Homme à la valise) To Courier with Love                                                                    | Timothy Bailey    | Bill Odenkirk    | 8 mai 2016 8 décembre 2018       | VABF14        | 2,52                   |
| Pour offrir un cadeau digne de ce nom à Marge, Homer doit transporter des serpents en contrebande à Paris... |    | |                   |                  |                                  |               |                        |
| 595 | 21 | Simprovise (Simprovisation) Simprovised                                                                                          | Matthew Nastuk    | John Frink       | 15 mai 2016 16 décembre 2018     | VABF13        | 2,8                    |
| Homer prend des cours de comédie pour redorer sa confiance en lui. Marge rafistole la cabane de Bart... |    | |                   |                  |                                  |               |                        |
| 596 | 22 | L'orange est le nouveau jaune (Unité Meuf) Orange Is the New Yellow                                                              | Chris Clements    | Eric Horsted     | 22 mai 2016 16 décembre 2018     | VABF15        | 2,54                   |
| Marge est incarcérée pour avoir laissé Bart jouer dans un parc tout seul. Homer se retrouve à assumer la maison. |    | |                   |                  |                                  |               |                        |